# شفاديرناو
شفاديرناو Schwadernau هي بلدية في منطقة مقاطعة بيال/بيان الإدارية في كانتون برن في سويسرا.

## التاريخ
تم ذكر شفاديرناو لأول مرة في عام 1269 باسم سواديرناوا.